# Chris Schuler
Chris Schuler (Saint Louis, 6 settembre 1987) è un ex calciatore statunitense, di ruolo difensore.

## Caratteristiche tecniche
È un difensore centrale.

## Carriera

### Club
Cresciuto nelle giovanili del Chicago Fire.